# Robert Baillie
Pour les articles homonymes, voir Baillie.
Robert Baillie, né le 17 juillet 1947 à Montréal, est un romancier, nouvelliste et poète québécois.

## Biographie
Après des études à l'Université de Montréal et l'obtention d'une maîtrise en création, il devient professeur de littérature française au Collège de Rosemont en 1971.
Il aborde la littérature par la publication de poèmes, nouvelles et articles dans diverses revues, dont Liberté, Hobo-Québec et Estuaire.
Son premier roman, intitulé La Couvade (1980) aborde le thème, encore rare au Québec, de la paternité. En 1983 paraît Des filles de beauté, un roman historique qui évoque la figure de la romancière Laure Conan. Les Voyants 198) remporte le prix Air Canada et La Nuit de la Saint-Basile (!990), le prix Molson du roman 1991.

## Œuvres

### Romans
- La Couvade, Montréal, Quinze, Quinze/prose entière, 1980, 259 p.  (ISBN 2890262456) ; nouvelle édition revue et corrigée, Montréal, Typo, coll. « Typo » no 101, 1995, 220 p.  (ISBN 2-89295-107-0)
- Des filles de beauté, Montréal, Les Quinze, coll. « Quinze/prose entière », 1983, 186 p.  (ISBN 2890263118) ; nouvelle édition revue, corrigée et augmentée[2], Montréal : L'Hexagone, coll. « Typo » no 40, 1989, 243 p. (ISBN 2892950430)
- Les Voyants, Montréal, L'Hexagone, coll. « Fictions » no 3, 1986, 210 p.  (ISBN 2890062473)
- Soir de danse à Varennes, Montréal, L'Hexagone, coll. « Fictions » no 23, 1988, 208 p.  (ISBN 289006316X)
- La Nuit de la Saint-Basile, Montréal, L'Hexagone, coll. « Fictions » no 47, 1990, 534 p.  (ISBN 2890063933)
- Boulevard Raspail, Montréal, XYZ éditeur, coll. « Romanichels », 2001, 171 p.  (ISBN 2-89261-311-6)

### Récit
- Chez Albert, Montréal, L'Hexagone, coll. « Itinéraires » no 30, 1995, 162 p.  (ISBN 2-89006-546-4)

### Nouvelles
- « Après la muerte », Liberté, no 105 (vol. 18, no 3), Montréal, mai-juin 1976, p. 3-5
- « Mars avril mai passés », Moebius écritures / littérature, no 7, Montréal, 1979, p. 8
- « Vous poèmes kitch », Moebius écritures / littérature, no 7, Montréal, 1979, p. 7
- « Toi deux », Moebius écritures / littérature, no 7, Montréal, 1979, p. 6
- « Toi un », Moebius écritures / littérature, no 7, Montréal, 1979, p. 5
- « Les Îles noires », Liberté, no 122 (vol. 21, no 2), Montréal, 1979, p. 8-11
- « Vulgarisations endémiques », Liberté, no 127 (vol.22, no 1), Montréal, janvier-février 1980, p. 87-89
- « Enfance et Confidence », Les Écrits, no 94, Montréal, 1998, p. 47-55
- « Le Fleuriste », XYZ la revue de la nouvelle, no 101, Montréal, printemps 2010, p. 15-22

### Poésie
- L'image est une maison, Trois-Rivières, Écrits des Forges, 2000, 98 p.  (ISBN 2-89046-594-2)

### Essai littéraire
- Le Survenant, lecture d'une passion, Montréal, XYZ éditeur, coll. « Documents », 1999, 183 p.  (ISBN 2-89261-256-X)

## Honneurs
- 1986 - Prix Air Canada, Les Voyants
- 1991 - Prix Molson du roman, La Nuit de la Saint-Basile